# Həziabad
Həziabad è un comune dell'Azerbaigian situato nel distretto di Cəlilabad. Conta una popolazione di 1.721 abitanti.